# Danya Taymor
Danya Taymor (20 ottobre 1988) è una regista teatrale statunitense.

## Biografia
Nipote di Julie Taymor, Danya Taymor è nata e cresciuta in California. Dopo aver lavorato come assistente alla regia per l'adattamento teatrale di Thérèse Raquin in scena a Broadway nel 2015 con Keira Knightley, nel 2021 ha esordito a Broadway in veste di regista con Pass Over, in scena al Lincoln Center. L'anno successivo ha fatto il suo debutto sulle scene londinesi dirigendo Daddy di Jeremy O. Harris all'Almeida Theatre, mentre nel 2024 è tornata a Broadway come regista di The Outsiders, che le è valso il Tony Award alla miglior regia di un musical. L'anno dopo ha ricevuto una seconda candidatura ai Tony Award, questa volta per la miglior regia di un'opera di prosa, per John Proctor is the Villain.